# Champagné-les-Marais
Pour les articles homonymes, voir Champagné (homonymie).
Champagné-les-Marais est une commune française située dans le département de la Vendée en région Pays de la Loire.

## Géographie
Le territoire de la commune s'étend sur 4 983 hectares. L'altitude moyenne de la commune est de 2 mètres, avec des niveaux fluctuant entre 0 et 6 mètres,.

### Communes limitrophes
| Luçon (Vendée)         | Luçon (Vendée)                               | Moreilles                   |
| Triaize                | Champagné-les-Marais                         | Puyravault                  |
| Saint-Michel-en-l'Herm | Charron (Charente-Maritime) Océan atlantique | Charron (Charente-Maritime) |

### Hydrographie
- Le canal de Luçon
- Le canal de Champagné,
- Le canal de la Nation[3].

### Géologie et relief
La commune est classée en zone de sismicité 3, correspondant à une sismicité modérée.

### Climat
Pour des articles plus généraux, voir Climat des Pays de la Loire et Climat de la Vendée.
En 2010, le climat de la commune est de type climat océanique altéré, selon une étude du CNRS s'appuyant sur une série de données couvrant la période 1971-2000. En 2020, Météo-France publie une typologie des climats de la France métropolitaine dans laquelle la commune est exposée à un climat océanique et est dans une zone de transition entre les régions climatiques « Bretagne orientale et méridionale, Pays nantais, Vendée » et « Littoral charentais et aquitain ». 
Pour la période 1971-2000, la température annuelle moyenne est de 12,5 °C, avec une amplitude thermique annuelle de 13,8 °C. Le cumul annuel moyen de précipitations est de 768 mm, avec 12 jours de précipitations en janvier et 5,9 jours en juillet. Pour la période 1991-2020, la température moyenne annuelle observée sur la station météorologique de Météo-France la plus proche, « Sainte Gemme la Plaine_sapc », sur la commune de Sainte-Gemme-la-Plaine à 12 km à vol d'oiseau, est de 13,0 °C et le cumul annuel moyen de précipitations est de 809,1 mm,. Pour l'avenir, les paramètres climatiques de la commune estimés pour 2050 selon différents scénarios d'émission de gaz à effet de serre sont consultables sur un site dédié publié par Météo-France en novembre 2022.

## Urbanisme

### Typologie
Au 1er janvier 2024, Champagné-les-Marais est catégorisée bourg rural, selon la nouvelle grille communale de densité à sept niveaux définie par l'Insee en 2022.
Elle est située hors unité urbaine. Par ailleurs la commune fait partie de l'aire d'attraction de La Rochelle, dont elle est une commune de la couronne,. Cette aire, qui regroupe 72 communes, est catégorisée dans les aires de 200 000 à moins de 700 000 habitants,.
La commune, bordée par l'océan Atlantique, est également une commune littorale au sens de la loi du 3 janvier 1986, dite loi littoral. Des dispositions spécifiques d’urbanisme s’y appliquent dès lors afin de préserver les espaces naturels, les sites, les paysages et l’équilibre écologique du littoral, tel le principe d'inconstructibilité, en dehors des espaces urbanisés, sur la bande littorale des 100 mètres, ou plus si le plan local d’urbanisme le prévoit.

### Occupation des sols
L'occupation des sols de la commune, telle qu'elle ressort de la base de données européenne d’occupation biophysique des sols Corine Land Cover (CLC), est marquée par l'importance des territoires agricoles (96,9 % en 2018), une proportion sensiblement équivalente à celle de 1990 (97 %). La répartition détaillée en 2018 est la suivante : 
terres arables (47,1 %), prairies (41,5 %), zones agricoles hétérogènes (8,3 %), zones urbanisées (3 %), zones humides côtières (0,1 %). L'évolution de l’occupation des sols de la commune et de ses infrastructures peut être observée sur les différentes représentations cartographiques du territoire : la carte de Cassini (XVIIIe siècle), la carte d'état-major (1820-1866) et les cartes ou photos aériennes de l'IGN pour la période actuelle (1950 à aujourd'hui).

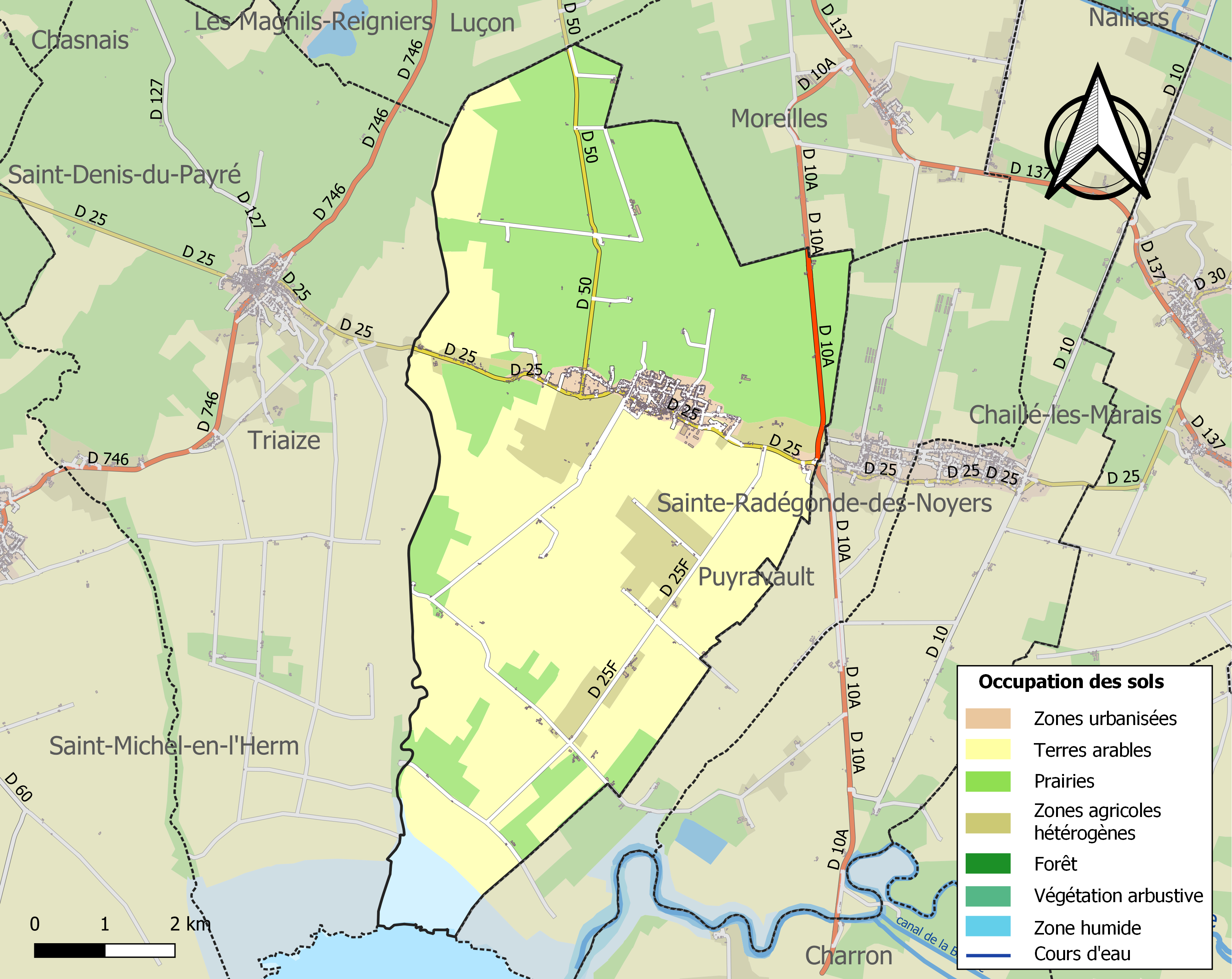
Carte des infrastructures et de l'occupation des sols de la commune en 2018 (CLC).

### Logement
En 2013, le nombre total de logements dans la commune était de 846.
Parmi ces logements, 87 % étaient des résidences principales, 7,9 % des résidences secondaires et 5,1 % des logements vacants.
La part des ménages propriétaires de leur résidence principale s’élevait à 74,1 %.

## Toponymie
En poitevin, la commune est appelée Chanpagnàe.

## Histoire
Avant le Moyen Âge, comme pour beaucoup de villages du Marais poitevin, il existait un coteau calcaire qui surplombait le marais de la baie de l'Aiguillon.
Il existait une ancienne motte féodale sur le coteau calcaire.
Vers le XIIe siècle, les abbayes commencent l'aménagement du marais desséché, en y creusant digues et canaux pour y trouver des terres fertiles. Ensuite vers le XVIe siècle, Les aménagements reprennent sous l'impulsion de Henri IV, et de l'ingénieur géographe du Roi: Pierre Siette.
L'élevage et agriculture sont l’essentiel de l’activité locale. On peut y retrouver au XIXe siècle, onze moulins, une usine de tissus et une laiterie coopérative fondée vers 1893. L'activité de la laiterie est arrêtée vers 1968 en fusionnant avec la laiterie de Luçon.

## Population et société

### Démographie

#### Évolution démographique
L'évolution du nombre d'habitants est connue à travers les recensements de la population effectués dans la commune depuis 1793. Pour les communes de moins de 10 000 habitants, une enquête de recensement portant sur toute la population est réalisée tous les cinq ans, les populations de référence des années intermédiaires étant quant à elles estimées par interpolation ou extrapolation. Pour la commune, le premier recensement exhaustif entrant dans le cadre du nouveau dispositif a été réalisé en 2006.

En 2022, la commune comptait 1 816 habitants, en évolution de +3,36 % par rapport à 2016 (Vendée : +5,33 %, France hors Mayotte : +2,11 %).
| 1793  | 1800  | 1806  | 1821  | 1831  | 1836  | 1841  | 1846  | 1851  |
| ----- | ----- | ----- | ----- | ----- | ----- | ----- | ----- | ----- |
| 1 284 | 1 255 | 1 249 | 1 487 | 1 585 | 1 691 | 1 684 | 1 735 | 1 741 |

| 1856  | 1861  | 1866  | 1872  | 1876  | 1881  | 1886  | 1891  | 1896  |
| ----- | ----- | ----- | ----- | ----- | ----- | ----- | ----- | ----- |
| 1 731 | 1 764 | 1 811 | 1 692 | 1 764 | 1 824 | 1 876 | 1 865 | 1 551 |

| 1901  | 1906  | 1911  | 1921  | 1926  | 1931  | 1936  | 1946  | 1954  |
| ----- | ----- | ----- | ----- | ----- | ----- | ----- | ----- | ----- |
| 1 451 | 1 466 | 1 476 | 1 302 | 1 251 | 1 172 | 1 155 | 1 143 | 1 161 |

| 1962  | 1968  | 1975  | 1982  | 1990  | 1999  | 2006  | 2011  | 2016  |
| ----- | ----- | ----- | ----- | ----- | ----- | ----- | ----- | ----- |
| 1 180 | 1 146 | 1 020 | 1 188 | 1 257 | 1 327 | 1 553 | 1 737 | 1 757 |

| 2021  | 2022  | - | - | - | - | - | - | - |
| ----- | ----- | - | - | - | - | - | - | - |
| 1 806 | 1 816 | - | - | - | - | - | - | - |

#### Pyramide des âges
En 2018, le taux de personnes d'un âge inférieur à 30 ans s'élève à 31,6 %, ce qui est égal à la moyenne départementale (31,6 %). À l'inverse, le taux de personnes d'âge supérieur à 60 ans est de 30,9 % la même année, alors qu'il est de 31,0 % au niveau départemental.
En 2018, la commune comptait 875 hommes pour 907 femmes, soit un taux de 50,90 % de femmes, légèrement inférieur au taux départemental (51,16 %).
Les pyramides des âges de la commune et du département s'établissent comme suit.
| Hommes | Classe d’âge | Femmes |
| ------ | ------------ | ------ |
| 0,8    | 90 ou +      | 3,8    |
| 8,2    | 75-89 ans    | 9,2    |
| 20,2   | 60-74 ans    | 19,5   |
| 19,8   | 45-59 ans    | 19,1   |
| 18,1   | 30-44 ans    | 17,9   |
| 14,2   | 15-29 ans    | 13,3   |
| 18,7   | 0-14 ans     | 17,2   |

| Hommes | Classe d’âge | Femmes |
| ------ | ------------ | ------ |
| 0,8    | 90 ou +      | 2,2    |
| 8,7    | 75-89 ans    | 11,1   |
| 20,3   | 60-74 ans    | 21,3   |
| 20     | 45-59 ans    | 19,4   |
| 17,5   | 30-44 ans    | 16,8   |
| 15     | 15-29 ans    | 13,2   |
| 17,7   | 0-14 ans     | 16,1   |

## Économie

### Revenus de la population et fiscalité
Le nombre de ménages fiscaux en 2013 était de 730 et la  médiane du revenu disponible par unité de consommation  de 17 798,50 €.

### Emploi
En 2013, le nombre total d’emploi au lieu de travail était de 261.
Entre 2008 et 2013, la variation de l'emploi total  (taux annuel moyen ) a été de - 4,2%. En 2013, le taux d’activité de la population âgée de 15 à 64 ans s'élevait à 70,8 % contre un taux de chômage de 12,8 %.

### Entreprises et commerces
En 2015, le nombre d’établissements actifs était de cent vingt-trois dont trente dans l’agriculture-sylviculture-pêche, quatorze dans l'industrie, quinze dans la construction, cinquante-deux dans le commerce-transports-services divers et douze étaient relatifs au secteur administratif.
Cette même année, dix entreprises ont été créées dont neuf par des auto-entrepreneurs.

## Culture locale et patrimoine

### Lieux et monuments
- L'église Saint-Hilaire.

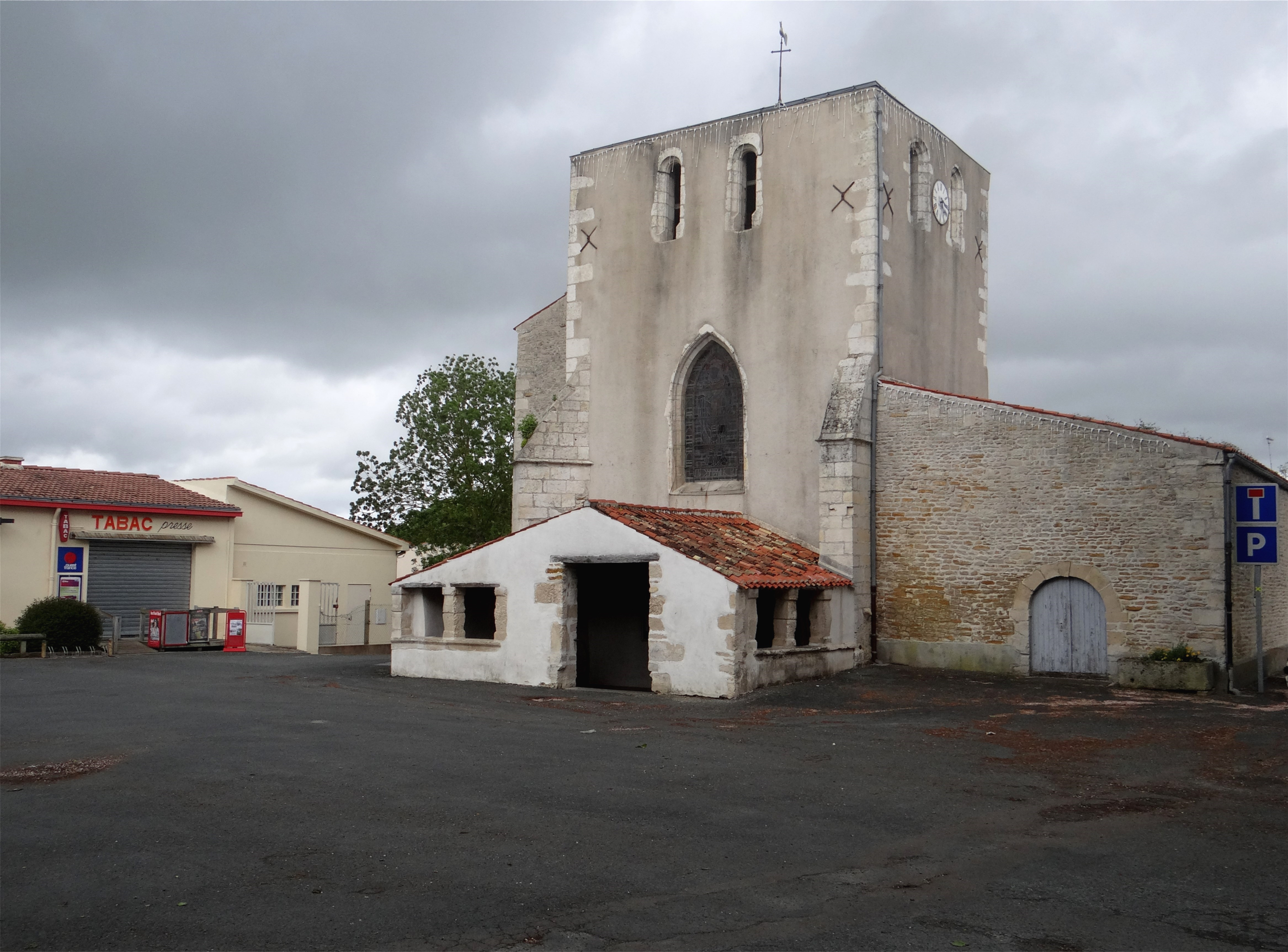
L'église Saint-Hilaire de Champagné-les-Marais.

- La réserve naturelle régionale du marais de la Vacherie.

## Pour approfondir